# (17215) Slivan
(17215) Slivan (2000 AG238) – planetoida z pasa głównego asteroid okrążająca Słońce w ciągu 3,5 lat w średniej odległości 2,3 j.a. Odkryta 6 stycznia 2000 roku.